# Bunyavirales
Bunyavirales és un ordre de virus d'ARN monocatenaris de sentit negatiu. És l'únic ordre pertanyent a la classe Ellioviricetes, dins del subfílum Polyploviricotina. El nom Bunyavirales deriva de Bunyamwera, on es va descobrir per primera vegada l'espècie de tipus original Bunyamwera orthobunyavirus, juntament amb el sufix emprat en les ordres de virus -virales. Abans de la reclassificació taxonòmica del 2017, era considerada una família: Bunyaviridae.
La classe Ellioviricetes va ser anomenada en honor del viròleg Richard M. Elliott pels seus estudis sobre els Bunyavirales.
Els Bunyavirales pertanyen al cinquè grup de la classificació de Baltimore, on pertanyen els virus d'ARN d'una sola cadena de sentit negatiu ((-)ssRNA). Són virus amb envolta. Tot i que generalment es troben en artròpodes o rosegadors, alguns virus d'aquest ordre infecten ocasionalment els humans. Alguns d'ells també infecten plantes.
Les infeccions humanes per Bunyavirales, com ara l'infecció pel virus de la febre hemorràgica de Crimea-Congo, estan associades a alts nivells de morbiditat i mortalitat, per la qual cosa la manipulació d'aquests virus s'ha de fer en laboratoris amb nivell bioseguretat 4. També són la causa de la Síndrome de febre severa amb trombocitopènia.
El hantavirus és un altre membre important de la família Hantaviridae amb rellevància mèdica. És present arreu del món i relativament freqüent a Corea, a Escandinàvia (inclosa Finlàndia), Rússia, l'oest de l'Amèrica del Nord i algunes parts de l'Amèrica del Sud. S'associa a febre alta, edemes pulmonars i insuficiència pulmonar. La taxa de mortalitat varia significativament segons la soca, de fins un 50% en els hantavirus del Nou Món (Amèrica), fins a un 15% en els hantavirus del Vell Món (Àsia i Europa) i fins al 0,1% en el virus de Puumala (Escandinàvia). La reacció dels anticossos té un paper important en la disminució dels nivells de virèmia.

## Virologia

### Morfologia

Estructura vírica dels Hantavirus, gènere viral pertanyent a l'ordre dels Bunyavirales.

La morfologia dels Bunyavirales és similar a la de la família Paramyxoviridae; els bunyavirales formen virions esfèrics embolcallats amb diàmetres de 90–100 nm. Aquests virus no contenen proteïnes matriu.

### Genoma
Els Bunyavirales tenen genomes tripartits constituïts per un segment d'ARN gran (L), un de mitjà (M) i un de petit (S). Aquests segments d'ARN són monocatenaris i es troben en una formació helicoïdal al virió. A més, presenten una estructura pseudo-circular ja que tenen extrems complementaris a les puntes de cada segment. El segment L codifica l'ARN-Polimerasa depenent d'ARN (RdRP), necessària per a la replicació de l'ARN viral i la síntesi de l'ARNm. El segment M codifica les glicoproteïnes víriques, que es projecten des de la superfície vírica i permeten al virus interaccionar per entrar a la cèl·lula hoste. El segment S codifica la proteïna de la nucleocàpsida (N).
La mida total del genoma oscil·la entre 10.500 i 22.700 parells de bases.

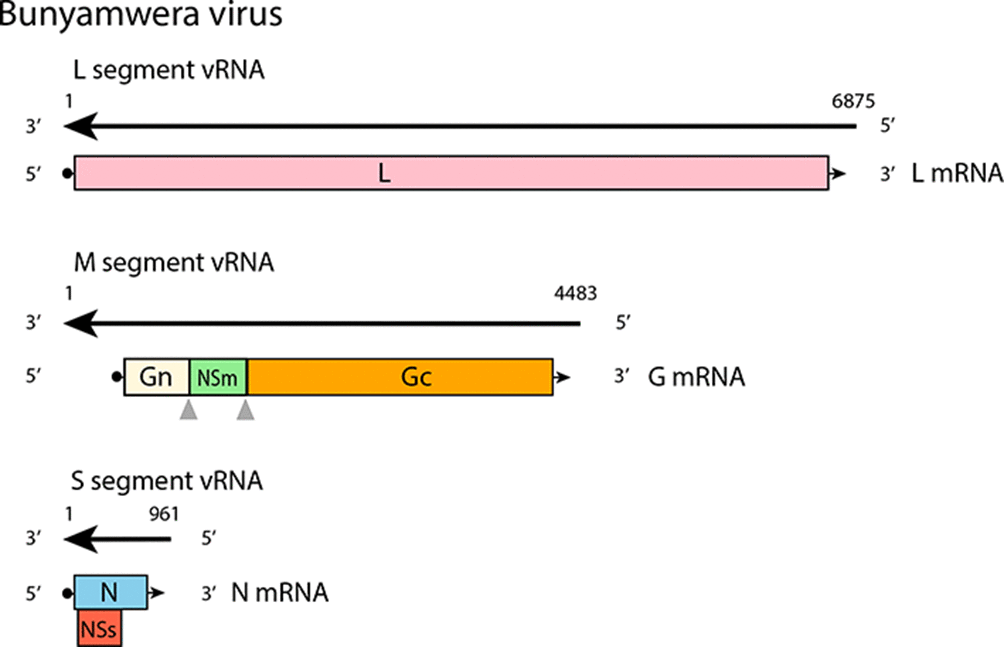
Genoma del virus Bunyamwera (Bunyamwera orthobunyavirus).

### Replicació
La replicació dels Bunyavirales requereix realitzar dues rondes de transcripció.
- Primerament la Polimerasa d'ARN depenent d'ARN (RdRP) transcriu l'ARN de sentit negatiu per a produir un ARN missatger (ARNm) de sentit positiu (antigenoma), de longitud completa, per a cada segment (L, M i S).
- Un cop generats els antigenomes d'ARNm en sentit positiu, a partir d'aquests intermedis es produeixen ARNm subgenòmics que codifiquen per proteïnes no estructurals. La polimerasa produïda després de la primera ronda de transcripció ara pot replicar l'ARN de longitud completa (a partir de l'antigenoma) per a produir els nous genomes virals. Les proteïnes estructurals es traduiran a partir de l'ARNm transcrit del genoma.

## Classificació
Actualment existeixen 330 virus reconeguts a l'ordre dels Bunyavirales.
Fílum: Negarnaviricota
- Subfílum Polyploviricotina
  - Classe Ellioviricetes
    - Ordre Bunyavirales
      - Família Hantaviridae; espècie tipus: Hantaan orthohantavirus
      - Família Nairoviridae; espècie tipus: Dugbe virus
      - Família Peribunyaviridae; espècie tipus: Bunyamwera virus
      - Família Phenuiviridae; espècie tipus: Rift Valley fever virus
      - Família Tospoviridae; espècie tipus: Tomato spotted wilt virus
      - Família Feraviridae; espècie tipus: Ferak Virus
      - Família Fimoviridae; espècie tipus: Fig mosaic emaravirus
      - Família Jonviridae; espècie tipus: Jonchet orthojonvirus
      - Família Phasmaviridae; espècie tipus: Kigluaik phantom orthophasmavirus
      - Família Arenaviridae

Un altre gènere dins de l'ordre són els Coguvirus.

### Reclassificació taxonòmica
El 2017, l'ICTV va reclassificar la família Bunyaviridae com a Bunyavirales, un desplaçament taxonòmic d'una família de virus a una ordre de virus. L'organisme va prendre aquesta decisió en una reunió el 2016 a Budapest. Els principals motius d'aquest canvi van ser: aproximadament la meitat dels virus dels antics Bunyaviridae no eren assignats en aquell moment a un gènere; s'havien descobert virus nous característics i agrupats prop dels Bunyaviridae sobre la base d'anàlisis filogenètiques amb genomes bi-segmentats (en contraposició a la tri-segmentació dels Bunyaviridae); i els virus vegetals que no tenien tri-segmentació eren coneguts anteriorment com a "bunya", encara que no eren assignats adequadament a la família Bunyaviridae basats en les classificacions taxonòmiques anteriors. Els cinc gèneres antigament de la família Bunyaviridae (Hantavirus, Nairovirus, Ortobunyavirus, Phlebovirus, Tospovirus) són ara noves famílies víriques, algunes de les quals s'han combinat. Aquestes noves famílies inclouen: Hantaviridae, Feraviridae, Fimoviridae, Jonviridae, Nairoviridae, Peribunyaviridae, Phasmaviridae, Phenuiviridae i Tospoviridae.

## Transmissió
La majoria dels bunyavirals són transmesos per vectors. A excepció dels Hantaviridae i Arenaviridae, tots els virus de l'ordre són transmesos per artròpodes (mosquits, paparres o dípters). Es transmeten mitjançant el contacte amb les femtes de Peromyscus. La incidència de la infecció està estretament lligada a l'activitat dels seus vectors, per exemple, els virus transmesos per mosquits són més freqüents durant l'estiu.

## Prevenció
La prevenció depèn del reservori, l'hoste i de la forma de transmissió del virus (és a dir, el vector), per exemple les paparres o els mosquits o el control de rosegadors. També es pot fer mitjançant la vacunació per la Febre hemorràgica de Crimea-Congo (humans) o la Febre del Rift Valley (ovelles i vaques).
Les mesures preventives inclouen una higiene general i la limitació del contacte amb saliva, orina, femtes o la roba de llit de possibles vectors.

## Cronologia
1940s: Es descobreix la Febre hemorràgica de Crimea-Congo a Rússia
1951: Es notifiquen 3000 casos de Hantavirus a Corea del Sud, mentre les forces de les Nacions Unides lluitaven al paral·lel 38 durant la guerra de Corea
1956: S'aïlla el virus del Cache Valley en mosquits Culiseta inornata a Utah
1960: El virus de La Crosse és reconegut per primer cop en un cas fatal d'encefalitis a La Crosse (Wisconsin)
1977: El virus de la febre de la Vall del Rift causa aproximadament 200.000 casos i 598 a Egipte
2017: Es crea l'ordre dels Bunyavirales